# Столярчук Мирослав Станіславович
Миросла́́в Станісла́вович Столярчу́к (27 січня 1977 — 29 серпня 2014) — рядовий роти патрульної служби міліції особливого призначення «Світязь» МВС України, учасник російсько-української війни.

## Життєвий шлях
Народився 1977 року в місті Луцьк. Закінчив Підгайцівську школу. Створив родину; подружжя виховувало дітей.
Брав участь у подіях Революції Гідності. З 4 липня 2014-го — міліціонер, рота патрульної служби міліції особливого призначення «Світязь». Від 13 серпня — у зоні бойових дій, псевдо «Мирон».
Відчуваючи недобре, 28 серпня зателефонував дружині та попрощався. Загинув 29 серпня під час виходу з Іловайського котла «зеленим коридором» на дорозі поміж селом Новокатеринівка та хутором Горбатенко. В автобус влучив снаряд, загинуло 6 бійців.
2 вересня тіло Мирослава Столярчука з тілами 87 інших загиблих привезено до запорізького моргу, як невідомий загиблий був під тимчасовим номером 3201.
Була інформація, що Столярчук — у полоні в донецьких терористів, утримувався у приміщенні СІЗО. В грудні 2014-го родині стало відомо, що Мирослав у вересні був помилково похований — у Калинівці Вінницької області, замість В'ячеслава Катрича.
Упізнаний за тестами ДНК, по закінченні юридичних процедур 15 березня 2015-го перепохований у селі Підгайці Луцького району.
Без Мирослава залишилися дружина Ольга, брат Тарас, мама Людмила Федорівна, доньки 1999 р. н. Христина та 2011 р. н. Калина. Згодом у сестричок з'явився брат Остап.

## Нагороди і вшанування
За особисту мужність і героїзм, виявлені у захисті державного суверенітету та територіальної цілісності України, вірність військовій присязі під час російсько-української війни, відзначений — нагороджений
- орденом «За мужність» III ступеня (посмертно)
- Його портрет розміщений на меморіалі «Стіна пам'яті полеглих за Україну» у Києві: секція 4, ряд 2, місце 8
- Вшановується 29 серпня на щоденному ранковому церемоніалі вшанування українських захисників, які загинули цього дня у різні роки внаслідок російської збройної агресії[2]
- Іловайський Хрест (посмертно)
- відзнака «За відвагу та мужність» (посмертно)
- 2017 року в Підгайцівському НВК відкрито меморіальну дошку його честі
- Почесний громадянин Волині (посмертно)[3]